# 秋田市立外旭川中学校
秋田市立外旭川中学校（あきたしりつ そとあさひかわちゅうがっこう）は、秋田県秋田市外旭川にある公立中学校。

## 沿革
以下、注釈の無い項目は学校の公式サイトの情報によるもの。
- 1947年5月1日 - 「外旭川村立外旭川中学校」として開校。外旭川小学校に併設。
- 1950年
  - 5月15日 -  校舎焼失。
  - 10月10日 - 新校舎竣工。
- 1954年 - 市町村合併により、「秋田市立外旭川中学校」と改称。
- 1968年3月4日 - 校旗樹立。
- 1983年3月23日 - 現在地へ校舎を移転。
- 1984年10月26日 - 新校舎竣工記念式典挙行。
- 1988年1月30日 - 校舎増改築工事竣工。
- 1989年3月30日 - テニスコート竣工。
- 1992年3月19日 - コンピューター室設置。
- 2021年3月26日 - 教室棟大規模改修工事竣工。

## 所在地
- 秋田県秋田市外旭川梶ノ目50番地[1]

## 進学前小学校
- 秋田市立外旭川小学校[3]

秋田市立飯島中学校や秋田市立将軍野中学校の校舎のすぐ近くでも指定されている場所があるので注意。

## 著名出身者
- 阿部薫 (俳優)
- 佐々木広人 (ジャーナリスト)
- 菅原里奈 (バレーボール選手 )